# Adenophora coelestis
Adenophora coelestis är en klockväxtart som beskrevs av Friedrich Ludwig Diels. Adenophora coelestis ingår i släktet kragklockor, och familjen klockväxter. Inga underarter finns listade i Catalogue of Life.